# Frisbee
Ein Frisbee, auch Flugscheibe, Segelscheibe oder wie in der DDR Wurfscheibe oder Schwebedeckel genannt, ist ein meist aus Kunststoff gefertigtes, scheibenförmiges Sport- und Freizeitgerät. Es wird durch aerodynamischen Auftrieb und Kreiselbewegung in der Luft gehalten. Neben der bekannten Verwendung als Rasen- oder Strandspielzeug werden mit diesem Sportgerät auch zahlreiche Einzel- und Mannschaftssportarten gespielt. Ursprünglich aus den USA stammend, haben sich vor allem die Frisbee-Sportarten Ultimate und Discgolf mittlerweile rund um den Erdball verbreitet. Der Begriff Frisbee ist, obwohl er zumeist als Gattungsname verwendet wird, eine eingetragene Marke des Spielzeugherstellers Wham-O.

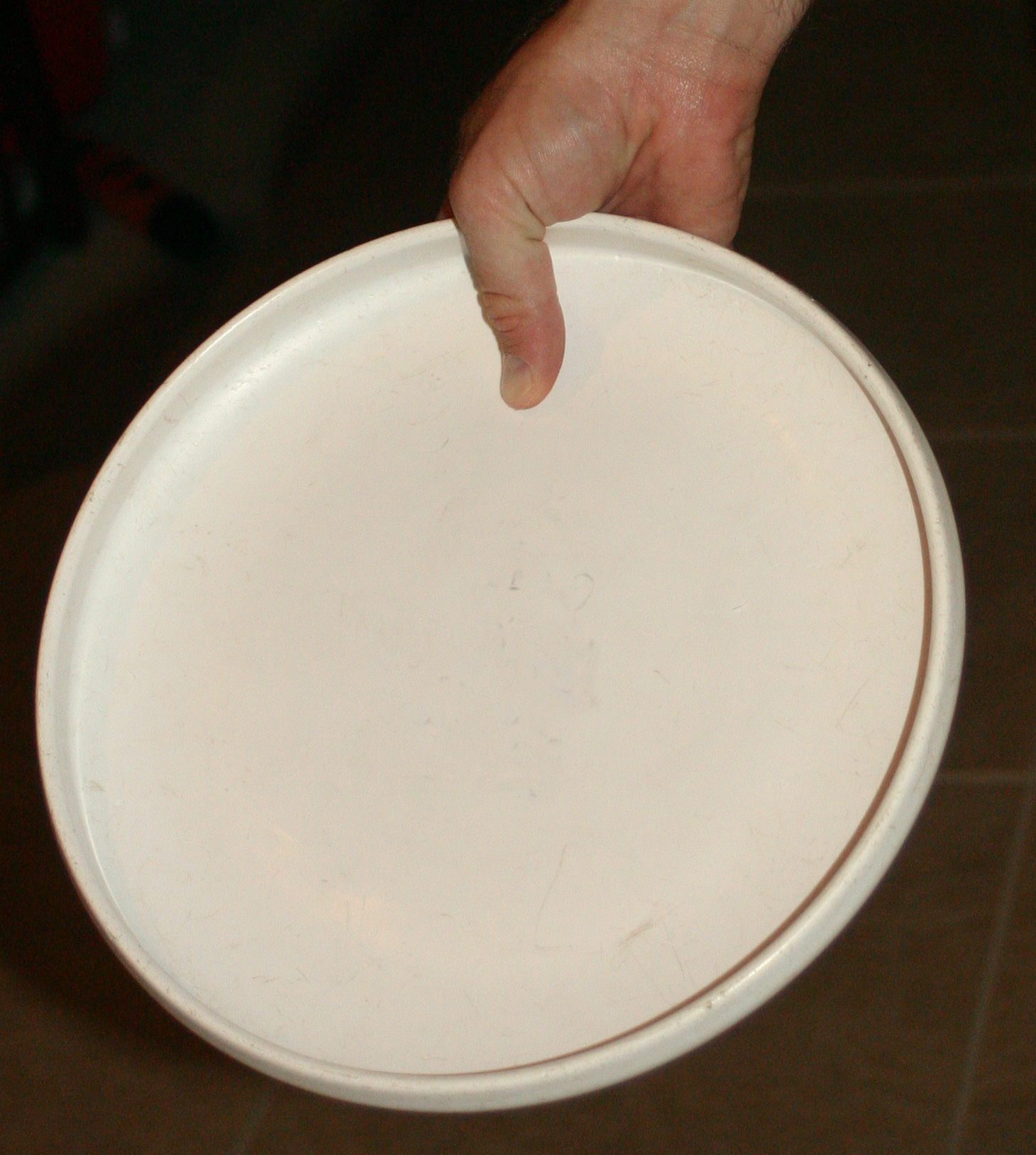
Unterseite

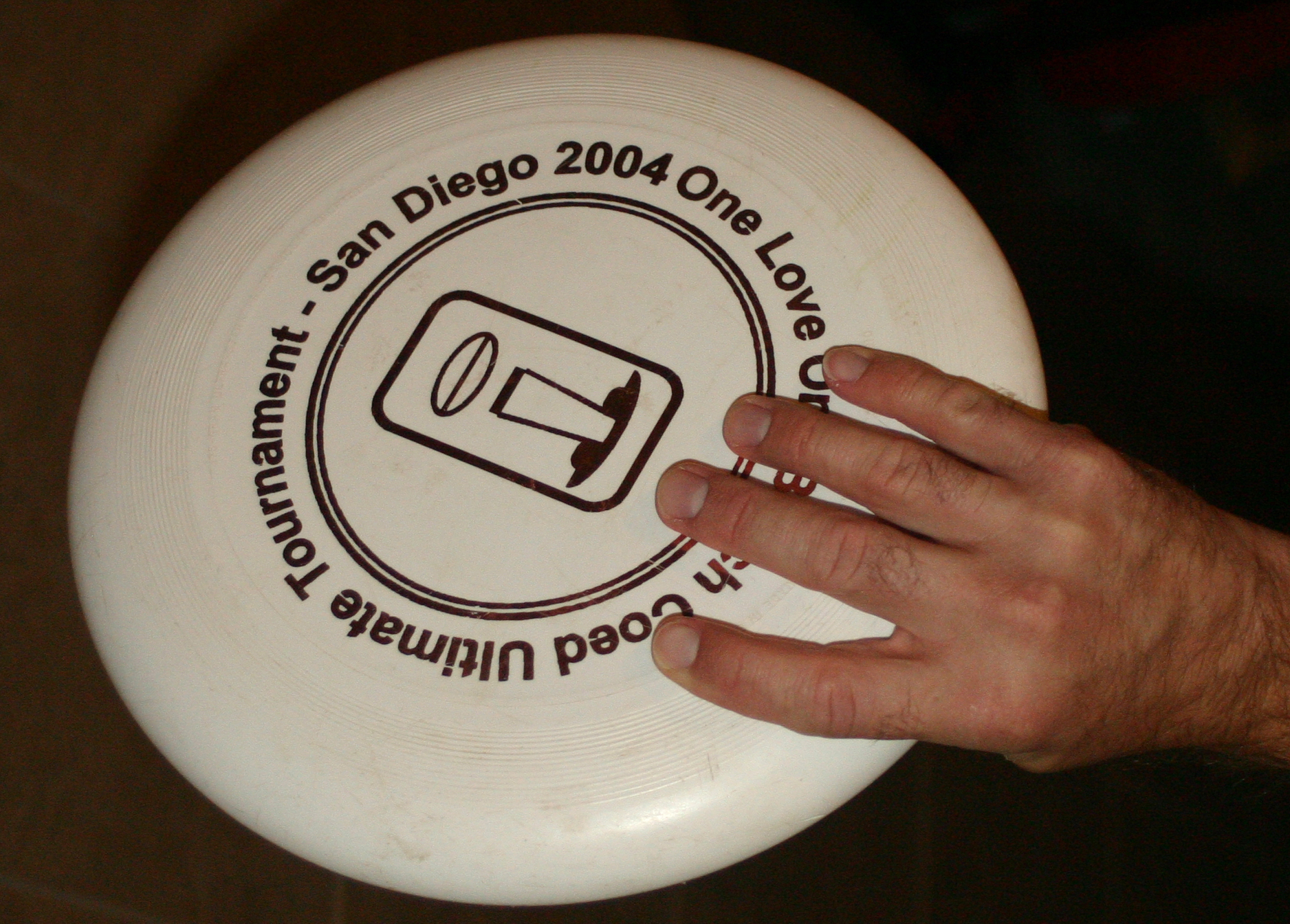
Oberseite

Den Weltrekord für den weitesten Frisbeewurf hält seit 2016 David Wiggins, Jr. aus den USA mit 338,00 m.

## Geschichte

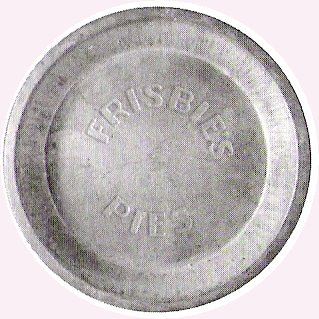
Tortenform der Frisbie Pie Companie

Die heutige Bezeichnung „Frisbee“ lässt sich historisch auf eine Übertragung des Firmennamens „Frisbie Pie Company“ zurückführen. Dieses Familienunternehmen wurde 1871 von dem Bäcker William Russel Frisbie in Bridgeport (Connecticut) an der amerikanischen Ostküste gegründet. Diese Bäckerei verkaufte unter anderem Torten in runden Kuchenformen (Pie-Tins).
In den 1940er Jahren begannen Kinder mit den weggeworfenen Formen zu spielen, die aber nur über sehr kurze Distanzen flugfähig waren.
Dies beobachtete Walter Frederick Morrison, der in seiner Kindheit selbst die Kuchen der „Frisbie Pie Company“ gekauft hatte, und machte sich daran, die Flugeigenschaften zu verbessern. Er begann damit, die Formen mit Metallringen zu stabilisieren, aber das brachte nicht den erwünschten Erfolg. Nach weiterem Tüfteln hielt er 1948 die erste aus Kunststoff selbstgefertigte Scheibe in den Händen. 1951 schuf Morrison seine zweite Scheibe, die „Pluto-Platte“, die ab dem 13. Januar 1957 kommerziell von Wham-O hergestellt und vertrieben wurde. Dieses Modell besaß schon einige wichtige Merkmale, die auch die heutigen Scheiben noch aufweisen, zum Beispiel die Riefen im äußeren Drittel auf der Oberseite der Scheibe, die die Flugbahn stabilisieren.
1959 hörte Rich Knerr, einer der Inhaber von Wham-O, zum ersten Mal den Ausdruck „Frisbie/Frisbee“. Er wusste nichts über die Herkunft des Namens, ließ aber die fliegenden Scheiben unter dem Handelsnamen „Frisbee“ eintragen.
1980 stellte Rainer Pawelke innerhalb eines pädagogischen Sporttheaterprojektes das Frisbee-Spiel an der Universität Regensburg vor, an der er als Dozent in der Sportlehrerausbildung tätig war. In einem 1986 vom deutschen Bundeswissenschaftsministerium in Auftrag gegebenen Forschungsprojekt wurden unter seiner Leitung neue Bewegungsspiele mit der Frisbeescheibe entwickelt, u. a. Frisbee-Baseball.

## Sportarten
Der Welt-Frisbeesport-Verband (World Flying Disc Federation, WFDF) hat die folgenden Frisbee-Sportarten anerkannt:
- Double Disc Court
- Guts
- Ultimate
- Discathon
- Field Events, Kombination bestehend aus
  - Accuracy (Zielwurf)
  - Distance (Weitwurf)
  - MTA (Maximum Time Aloft)
  - TRC (Throw Run Catch)
- Freestyle Frisbee
- Discgolf

Weitere Sportarten sind:
- Discdogging
- Frisbee-Baseball
- Goaltimate
- KanJam

## Filme
- The Invisible String (Deutschland 2012). Dokumentarfilm zu Entstehung und Geschichte des Frisbee. Regie und Kamera: Jan Baess, Co-Autoren: Michael Osterhoff und Gregor Marter.[4]
- In dem Erfolgsfilm Zurück in die Zukunft III isst Michael J. Fox aus einem Frisbie Pie ein Stück Kuchen und macht dort eine Anspielung auf die Zukunft der Frisbee-Scheibe.